# 迈赫迪·马达维基亚
迈赫迪·马达维基亚（波斯語：مهدی مهدوی‌کیا，1977年7月24日—）是伊朗足球運動員，司職右中場。

## 球會生涯
馬達維基亞自1999年起效力於德甲的漢堡隊，他之前效力過伊朗的柏斯波利斯和德甲的波琴。他目前司職右邊中場，不過有時會身兼前鋒。他於03和04年被漢堡球迷選為漢堡最佳球員，並且獲得過德甲助攻王的封號。相較於先前的風光04-05賽際他有很多時間是待在替補席上。在05-06賽季他又恢復以往的身手，重新成為中場的發動機，而且他在很多和保的勝仗上都有貢獻，其中以對史浩克04時的致勝球最為關鍵。曾效力“汉堡”队，司职左边锋。2007年轉會至法蘭克福足球會。
馬達維基亞最大的優點就是他在場上寬闊的視野、傳球技巧、跑動能力及定位球的處理。他除了在場上是一流的球員之外，在場下也是廣為人知的紳士；他會耐心接受記者訪問而且從不拒絕為球迷簽名。

## 國際賽生涯
馬達維基亞被認為是1998年世界杯伊朗隊最傑出球員，在2003年他被亞洲足協選為亞洲足球先生（1999年阿里·代伊后第二位拿到亚洲足球先生的伊朗球员）。他同時也是2004年亞洲杯的助攻王，幫助伊朗展現優越的進攻足球潛能。
馬達維基亞被認為是在2006年世界杯預選賽中，伊朗勝巴林一役中最有影響力的球員。因為這場勝仗，伊朗才得以進入決賽圈。馬達維基亞在伊朗隊前隊長阿里·戴伊退休之後，被認為是最有可能的接班人。2006年，阿里·戴伊退休，馬達維基亞在同年接任隊長。

## 外部連結
- RSSSF - 國際賽紀錄 （页面存档备份，存于）